# Meriola californica
Meriola californica är en spindelart som först beskrevs av Banks 1904.  Meriola californica ingår i släktet Meriola och familjen flinkspindlar. Inga underarter finns listade i Catalogue of Life.